# قلعة لقمان
قلعة لقمان أو جبل لقمان كما يسمى عند أهل جزيرة فرسان، هي إحدى المواقع الأثرية بجزيرة فرسان التابعة لمنطقة جازان جنوب غرب السعودية، وتقع على يسار الطريق المتجه إلى قرية المحرق وهو عبارة عن مرتفع مكون من مجموعة من الصخور مربعة الشكل تقريبا وتدل على أنها أنقاض لقلعة قديمة.

## وصف القلعة العام
تقع القلعة على مكان مرتفع، تبرز عليه أطلال لحصن دفاعي أو برج يقدر قطره بأكثر من 10 أمتار، وقد بني بحجارة ضخمة تبلغ مقاساتها: ( 150سم طولاً)، و(60 سم عرضًا وسمكًا).
ويتميز هذا البرج أو الحصن بموقعه الاستراتيجي بالنسبة لجزيرة فرسان؛ إذ يطل على مساحات واسعة من سواحل الجزر التي تحيط به من الناحية الجنوبية الشرقية.
ومن الملاحظ أن هناك تعديلات في وسط مبنى القلعة أو الحصن، ومن المحتمل أن التعديلات تمت في العصور الإسلامية المتأخرة كما يتضح من نوعية الفخار المنتشرة حول الموقع.

## آثار قلعة لقمان
- تعتبر قلعة لقمان حجارة ضخمة متهدمة تعطي دلالة كبيرة على أنقاض قلعة قديمة بُيت على مرتفع مطل على السواحل الشرقية والجنوبية والغربية.
- تطل على أنقاض تقع في الجنوب منها على بعد اثنين كيلو تقريباً تدل على وجود قريتين بالقرب منها.[4]

## وصلات خارجية
- جزر فرسان آثار تاريخية ومركز جذب سياحي.